# Kornelius Feyen
Kornelius Feyen (* 17. April 1886 in Boisheim/Niederrhein; † 28. Juni 1957 in Ahrweiler) war ein deutscher Pädagoge und Maler.

## Leben
Kornelius Feyen war der Sohn des Kleinhändlers Josef Feyen. Nach dem Besuch der Volksschule in Boisheim und der weiterführenden Schulen in Mönchengladbach besuchte er das Lehrerseminar in Odenkirchen. Seine erste Lehrerstelle trat er in Meerbeck bei Moers an, von wo aus er nach dreijähriger Tätigkeit nach Rheydt versetzt wurde. Im Jahre 1922 ließ er sich dann auf eigenen Wunsch nach Anrath versetzen. Man muß wie ein Vater zu den Kindern sein, war sein Grundsatz als Lehrer. 
Neben seiner Lehrertätigkeit war er in Anrath in vielen Bereichen aktiv: er gründete die „Anrather Blaskapelle“, stand jahrelang dem „Musikverein Anrath“, einem dreißigköpfigen Streichorchester als Dirigent vor, sowie gab als Pianist oder Sänger auch eigene Konzerte. In einem von ihm gegründeten Theaterverein führte er Regie und wirkte oft als Schauspieler mit. Im Männergesangsverein „Sängerbund“ war er von 1923 bis 1924 als Dirigent tätig.
1933 endeten diese Tätigkeiten, da seine religiösen und politischen Überzeugungen dem Nationalsozialismus entgegenstanden, und er widmete sich verstärkt der Malerei, die er bereits Anfang der zwanziger Jahre begonnen hatte.
In der Folge entstanden zahlreiche Aquarelle, in denen er Motive der niederrheinischen Landschaft festhielt, und Feyen wurde zu einem bedeutenden Landschaftsmaler im Rheinland, mit Ausstellungen bis nach München, Hamburg und Venlo. 1943 war er mit zwei Landschafts-Aquarellen auf der Großen Deutschen Kunstausstellung in München vertreten.
Feyen war Vater von sechs Kindern, von denen ihn nur seine Tochter Helene, verheiratet mit dem Traben-Trarbacher Maler Ernst Havenstein, überlebte, Nach Feyen wurde eine Straße im heutigen Willicher Stadtteil Anrath benannt.